# Sẻ ngô than

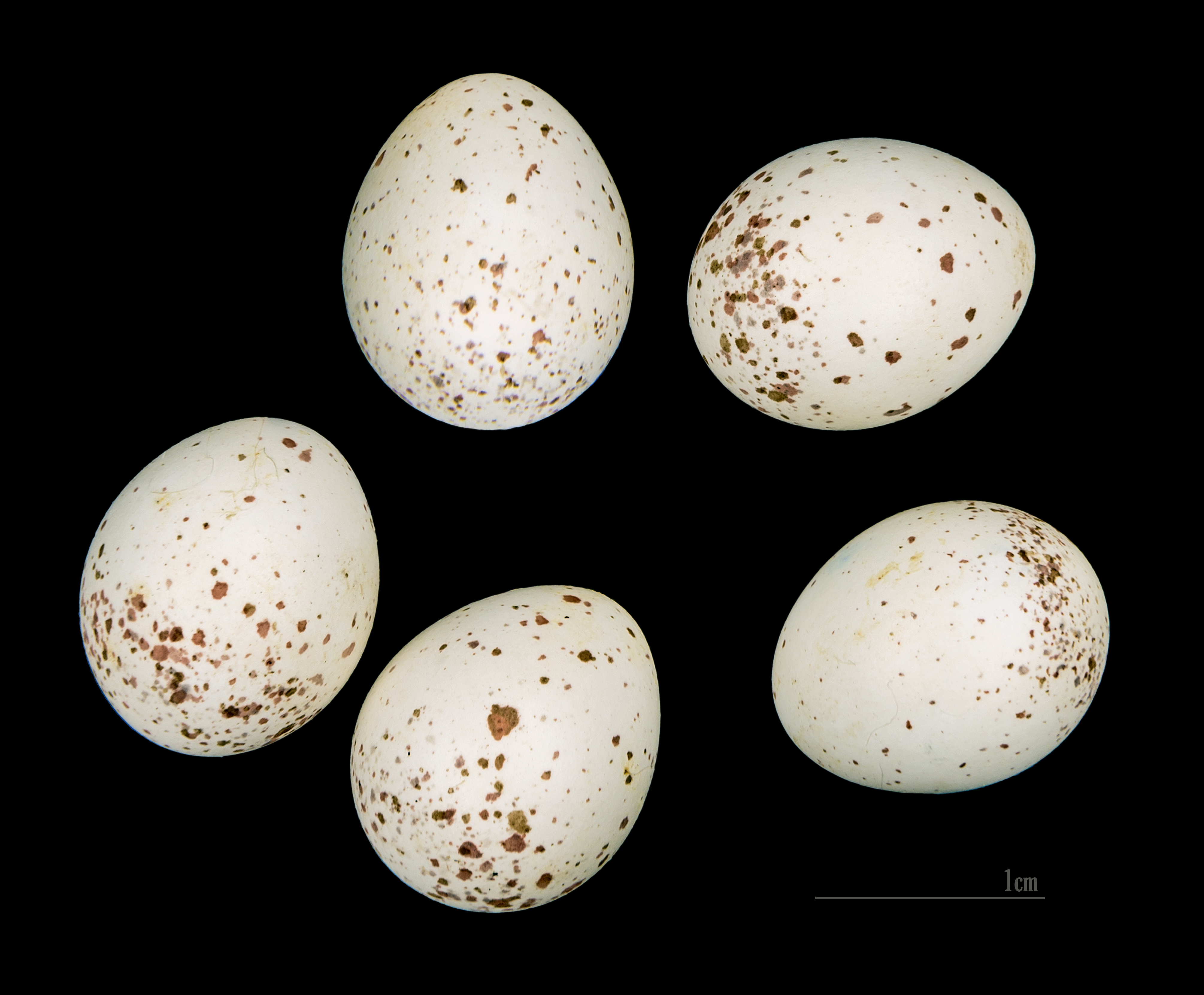
Periparus ater

Sẻ ngô than, hay Bạc má than, tên khoa học Periparus ater, là một loài chim trong họ Paridae.